# (500567) 2012 UM64
(500567) 2012 UM64 es un asteroide perteneciente al cinturón de asteroides descubierto el 21 de octubre de 2006 por el equipo del Mount Lemmon Survey desde el Observatorio del Monte Lemmon, Arizona, Estados Unidos.

## Designación y nombre
Designado provisionalmente como 2012 UM64.

## Características orbitales
2012 UM64 está situado a una distancia media del Sol de 3,170 ua, pudiendo alejarse hasta 3,488 ua y acercarse hasta 2,853 ua. Su excentricidad es 0,100 y la inclinación orbital 10,47 grados. Emplea 2062,27 días en completar una órbita alrededor del Sol.

## Características físicas
La magnitud absoluta de 2012 UM64 es 16,6. 